# Jan Ingenhousz
Jan Ingenhousz (Breda, 8 de dezembro de 1730 — Bowood House, 7 de setembro de 1799) foi um fisiologista, biólogo e químico neerlandês. Ele é mais reconhecido por demonstrar que a luz é um elemento essencial para a respiração das plantas, um importante passo para a descoberta da fotossíntese. Foi também o médico da imperatriz austríaca Maria Tereza.
Em 1779 Ingenhousz descobriu que, na presença da luz, as plantas emitem bolhas de suas partes verdes enquanto que, na sombra, essas bolhas tendem a diminuir e parar. Ele identificou o gás daquelas bolhas como sendo o oxigênio. Descobriu, também, que na escuridão os vegetais expelem gás carbônico. Também identificou que a quantidade de oxigênio expelido na presença de luz era maior que a de dióxido de carbono emitido durante a escuridão. Isto demonstrava que uma parte da massa das plantas vinha do ar, e não somente do solo.
Em 1785 demonstrou o movimento irregular de partículas de carvão na superfície de álcool, o que lhe dá a reivindicação da descoberta do fenômeno que ficou conhecido por movimento browniano.